# Данелл Ніколсон
Данелл Ніколсон (англ. Danell Nicholson; 15 листопада 1967, Чикаго) — американський професійний боксер, чемпіон світу за версією IBO (1994) у важкій вазі.

## Аматорська кар'єра
На Олімпійських іграх 1992 у першому бою переміг Пола Ловсона (Велика Британія) — 10-2, в другому — Желько Мавровича (Хорватія) — 9-6, а у чвертьфіналі програв Феліксу Савону (Куба) — 11-13.

## Професіональна кар'єра
1992 року дебютував на професійному рингу і впродовж 1992—1994 років провів шістнадцять боїв, в яких здобув п'ятнадцять перемог і зазнав однієї поразки.
4 серпня 1994 року зустрівся в бою за вакантний пояс чемпіона IBO у важкій вазі з майбутнім чемпіоном світу Джоном Руїзом (США) і здобув перемогу розділеним рішенням — 118-110, 115-113, 113-115.
Здобувши після цього вісім перемог поспіль, 15 березня 1996 року зазнав поразки технічним нокаутом від Анджея Ґолоти, а 23 серпня 1996 року — одностайним рішенням від Кірка Джонсона (Канада).
Впродовж 1997—2000 років провів переможну серію з п'ятнадцяти боїв.
23 березня 2001 року програв нокаутом Девіду Туа (Самоа).
20 грудня 2003 року програв технічним нокаутом Володимиру Кличку (Україна). Цей бій став його останнім в кар'єрі.